# Marcia (mama lui Traian)
Marcia (n. înainte de 33, Roma - d. după 100) a fost o aristocrată romană, mama împăratului Traian și a Ulpiei Marciana.